# Тунгевог, Мартин
Мартин Тунгевог (норв. Martin Tungevaag; род. 9 июля 1993, Норвегия) — норвежский ди-джей, подписан на лейблах Sony Records и Eont Kontor Records. Номинировался на премию «Грэмми».

## Биография
В возрасте 17 лет начал создавать свою музыку и, выкладывая её в интернет, сумел добиться определённой популярности. 12 июня 2014 года он записал сингл «Wicked Wonderland» на лейбле Kontor Records, песня попала в топ норвежского чарта, видеоклип набрал 3 миллиона просмотров. Сингл получил платиновый статус в трёх странах. В октябре 2014 Тунгевааг выпустил дебютный сингл «Samsara 2015» с участием норвежской певици Эмилы.

## Дискография

### Синглы
| Год  | Сингл                                     | Позиции в чарте | Позиции в чарте | Позиции в чарте | Позиции в чарте | Позиции в чарте | Позиции в чарте | Позиции в чарте | Позиции в чарте | Сертификации |
| Год  | Сингл                                     | NOR             | AUT             | DEN             | FIN             | FRA             | GER             | SWE             | SWI             | Сертификации |
| ---- | ----------------------------------------- | --------------- | --------------- | --------------- | --------------- | --------------- | --------------- | --------------- | --------------- | ------------ |
| 2014 | «Wicked Wonderland»                       | 4               | 1               | —               | 5               | 9               | 6               | 2               | 21              |              |
| 2014 | «Vidorra»                                 | —               | —               | —               | —               | —               | 72              | 21              | —               |              |
| 2015 | «Samsara 2015» (При участии Emila)        | 2               | 7               | 8               | 1               | —               | —               | 4               | —               |              |
| 2015 | «Springfield» (Совместно с ItaloBrothers) | 22              | —               | —               | 3               | —               | —               | 51              | —               |              |
| 2016 | «Wolf»                                    | 10              | —               | —               | 2               | —               | —               | 86              | —               |              |

### Синглы с дуэтом Tungevaag & Raaban
- 2015: «Samsara» (с Emila)
- 2015: «Parade»
- 2015: «Roussian Roulette» (с Charlie Who)
- 2016: «Wolf»
- 2016: «Magical»
- 2016: «Star Awake» (с VENIOR)
- 2016: «Beast» (с Isac Elliot)